# Rusty Anderson
Rusty Anderson (La Habra, 20 gennaio 1959) è un chitarrista statunitense.

## Carriera
È conosciuto in particolare come chitarrista turnista di Paul McCartney, che affianca nei tour e nelle esibizioni dal 2001.
Negli anni novanta ha fatto parte di un gruppo chiamato Ednaswap.
Attivo anche come solista, ha pubblicato il suo primo album nel 2005.

## Discografia solista
- Undressing Underwater (2005)
- Born on Earth (2009)
- Until We Meet Again (2011)
- Rusty Anderson Afternoon II (2014)